# Biserica Pogorârea Sfântului Duh din Rădăuți
Biserica "Pogorârea Sfântului Duh" din Rădăuți este o biserică ortodoxă de dimensiuni monumentale din municipiul Rădăuți. Ea a fost construită în perioada 1927-1961 și are hramul "Pogorârea Sfântului Duh".
Biserica "Pogorârea Sfântului Duh" din Rădăuți a fost inclusă pe Lista monumentelor istorice din județul Suceava din anul 2015, având codul de clasificare cod LMI SV-II-m-B-05627 , figurând acolo sub denumirea de Catedrala "Pogorârea Sfântului Duh".

## Istoric
Timp de aproape 400 ani, orașul Rădăuți a fost sediu episcopal. Mănăstirea Bogdana a îndeplinit rolul de necropolă domnească, aici aflându-se și sediul Episcopiei Rădăuților. Rolul episcopal al Rădăuților a încetat în anul 1782, odată cu transferarea sediului episcopal de la Rădăuți la Cernăuți, noua episcopie fiind denumită Episcopia Bucovinei.
După Unirea Bucovinei cu România în anul 1918, credincioșii ortodocși din Rădăuți au dorit să construiască o biserică ortodoxă de dimensiuni mari, orașul Rădăuți devenind reședință a județului Rădăuți. Astfel, s-a format în 1920 un comitet de inițiativă compus din preoții de la Biserica "Sfântul Ierarh Nicolae" din Rădăuți, Epitropia bisericească și primarul orașului, Gheorghe Popadiuc, care a hotărât să facă demersuri în vederea zidirii unei catedrale ortodoxe în orașul Rădăuți, care să poarte denumirea de Catedrala Unirii Naționale. La 10 mai 1921, autoritățile de stat și cele bisericești au aprobat acest demers. 
În anul 1923 s-a obținut un teren în parcul central al orașului, unde urma să se construiască viitoarea catedrală. Acel loc a fost sfințit la 16 septembrie 1923 prin așezarea unei cruci de stejar în prezența episcopului-vicar Ipolit Vorobchievici "Rădăuțeanul" și a ministrului de stat Ion Nistor. Terenul s-a dovedit a fi moale, aici existând odinioară un mic lac numit "heleșteul lui Tofănel". În anii următori au trebuit efectuate mai multe expertize ale terenului pentru a se determina soluțiile tehnice de construcție. După săparea fundației, aceasta a fost întărită cu o placă de beton armat, groasă de cinci metri, așezată pe pilaștri de stejar. 
Lucrările de construcție au început abia în iulie 1927 pe cheltuiala Mitropoliei Bucovinei. Piatra de temelie a viitoarei catedrale a fost sfințită la 23 octombrie 1927 de către mitropolitul Nectarie Cotlarciuc al Bucovinei, asistat de arhimandritul Ortizie Popescu, starețul Mănăstirii Sucevița. Ca urmare a faptului că planul inițial nu corespundea unei biserici de dimensiunile unei catedrale, el a fost refăcut de către arhitectul Mihail Pankowski, stabilit ulterior la Viena, care a condus lucrările până în anul 1940 când s-a amplasat crucea deasupra turlei.
Lucrările de construcție ale catedralei au durat 34 ani, la conducerea lucrărilor succedându-se în această perioadă (1927-1961) opt preoți sau administratori parohiali: pr. Dimitrie Cărbune, pr. Vespazian Reuț, administrator parohial dr. Ioan Zugrav, pr. Gheorghe Cojocar, administrator parohial Victor Cocinschi, pr. Ioan Breabăn, administrator parohial Oreste Gherasim și pr. Miltiade Iftode.
În primii ani, lucrările s-au desfășurat într-un ritm alert, fiind încetinite în perioada 1930-1933 ca urmare a crizei financiare mondiale. Fondurile bănești pentru construcție au provenit în principal de la Mitropolia Bucovinei, care administra Fondul Bisericesc Ortodox Român al Bucovinei, dar și de la credincioșii din Rădăuți și din împrejurimi, care au prestat și muncă voluntară. În anul 1940 Catedrala din Rădăuți era zidită "la roșu" atât la corpul principal, cât și la turla principală, pe care se montase Sfânta Cruce. 
Lucrările au stagnat în perioada celui de-al Doilea Război Mondial (1940-1945) și apoi în primii ani de după război. Deoarece Mitropolia Bucovinei fusese desființată de autoritățile comuniste ale statului, iar Fondul Bisericesc Ortodox Român al Bucovinei fusese desființat și pădurile administrate de Mitropolia Bucovinei confiscate, lucrările s-au executat sub supravegherea Mitropoliei Moldovei și Sucevei, cu banii obținuți din donațiile credincioșilor, ale Mitropoliei Moldovei și Sucevei și din subvențiile alocate periodic de Directoratul Regional al Cultelor și Episcopia Romanului. Abia în anul 1950 s-au reluat lucrările la catedrala din Rădăuți; s-au executat lucrări de finisaj sub conducerea arhitectului Constantin Popadiuc (originar din Rădăuți) și s-au tencuit pereții exteriori. Pereții interiori au fost pictați în frescă între anii 1959-1960, după proiectul prof. univ. Victor Brătulescu, lucrările fiind executate de pictorii Iosif Keber (1897-1989), Gheorghe Teodorescu-Romanați (1891-1980), Ion Taflan (n. 1912), S. Hermineanu și A. Keber. 
Biserica a fost sfințită la 28 mai 1961, în Duminica Rusaliilor (hramul bisericii), de către mitropolitul Iustin Moisescu al Moldovei și Sucevei, înconjurat de un impresionant sobor de preoți și diaconi și în prezența unui număr mare de credincioși, paroh fiind protopopul Miltiade Iftode. 
În perioada 1998-2000 s-au efectuat lucrări de reabilitare ale bisericii. În decursul timpului, tabla neagră cu care a fost acoperit lăcașul de cult a ruginit și a necesitat înlocuirea sa. 
Cu prilejul împlinirii a 50 de ani de la sfințirea acestei biserici, arhiepiscopul Pimen Zainea al Sucevei și Rădăuților, împreună cu un sobor de 35 de preoți, a celebrat la 28 mai 2011 Sfânta Liturghie și Parastasul pentru ctitori. La acest eveniment au participat autoritățile locale și centrale, precum și o delegație a românilor din Bucovina de nord condusă de Vasile Bâcu, președintele Societății pentru Cultură Românească "Mihai Eminescu" din regiunea Cernăuți. După slujba religioasă, în demisolul lăcașului de cult a fost lansată cartea "Monografia Catedralei din Rădăuți" scrisă de ing. Ștefan Rotaru, membru în Consiliul Parohial. În aceeași zi, Primăria municipiului Rădăuți i-a conferit arhiepiscopului Pimen titlul de "Cetățean de onoare" al orașului Rădăuți. 

## Arhitectura bisericii

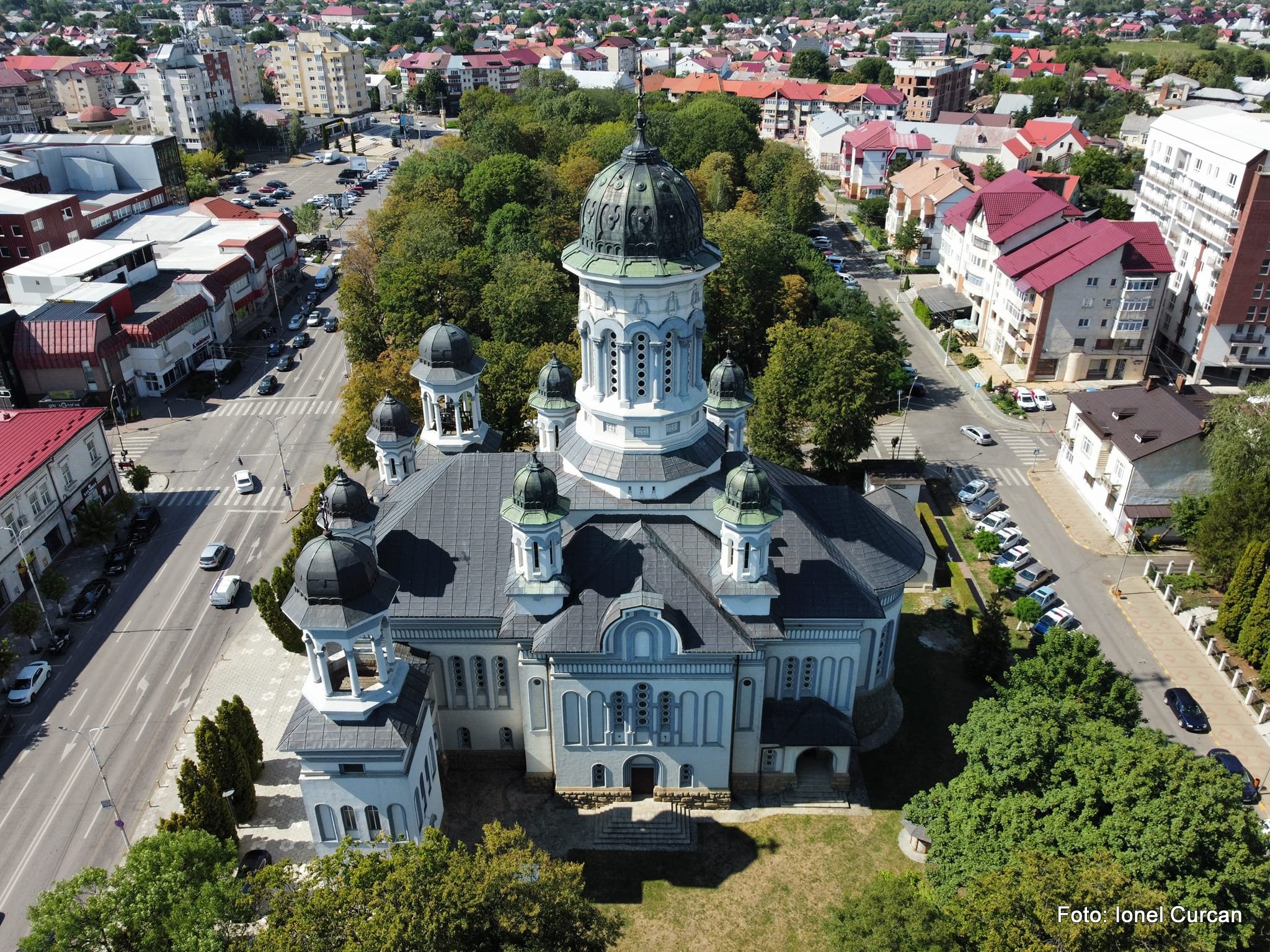
Vedere laterală

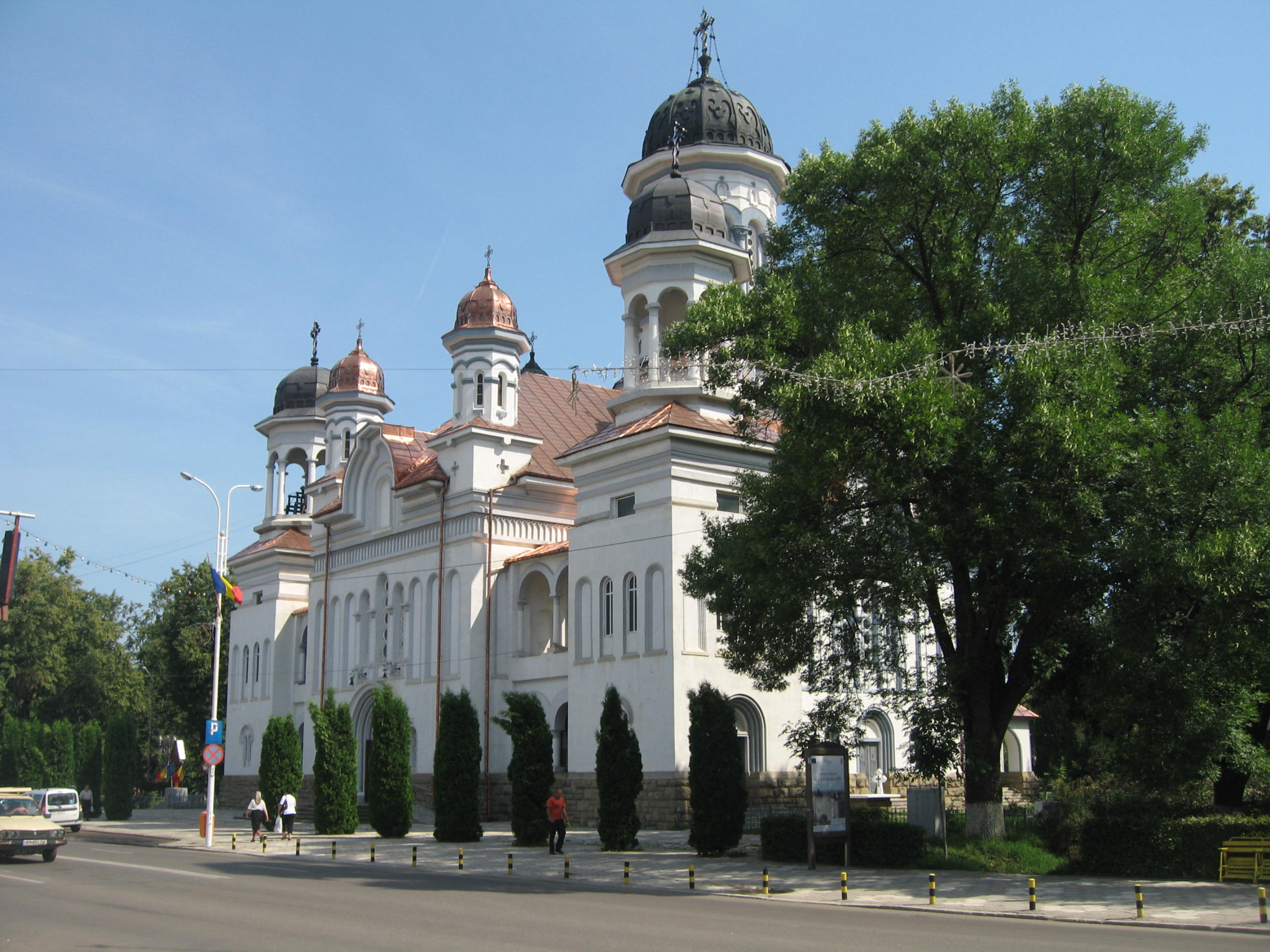
Vedere de la nivelul solului

Biserica are o suprafață de 550 m², o lungime de 60 metri și o înălțime de 50 metri. Ea este construită în stil neobizantin cu elemente de arhitectură bisericească moldovenească. Ea are trei nave, având un culoar principal străjuit de colonade cilindrice ce se termină cu capiteluri corintice lucrate măiestrit. Între naos și pronaos se află două arce dublouri mari. 

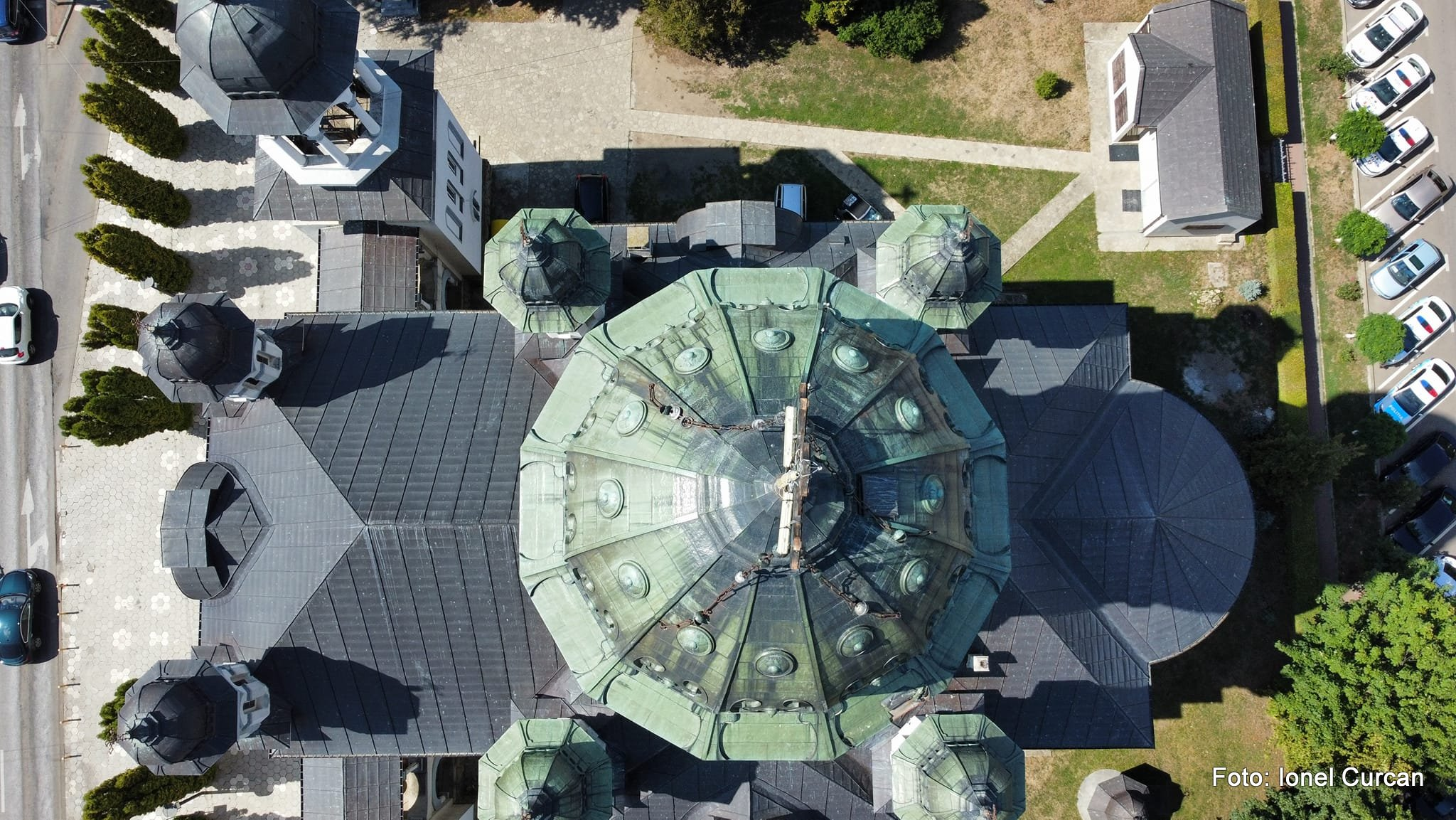
Vedere de deasupra

Deasupra ușii de la intrare se află un balcon spațios. Biserica are 131 ferestre rotunde de mărimi diferite prin care pătrunde lumina în interior.
Acoperișul bisericii este alcătuit dintr-un turn central străjuit de o cruce de 6 metri înălțime și 4 metri lățime (brațele), patru turnuri mai mici în jur și două turnuri ale clopotniței, de o parte și alta a intrării principale în biserică.
Catapeteasma provine de la Biserica din Răpciuni, astăzi scufundată în apele Barajului de la Bicaz, sculptura ei fiind realizată de Filip Bocic, iar pictura de Nicolae Popovici-Lespezi, ambii din Iași.

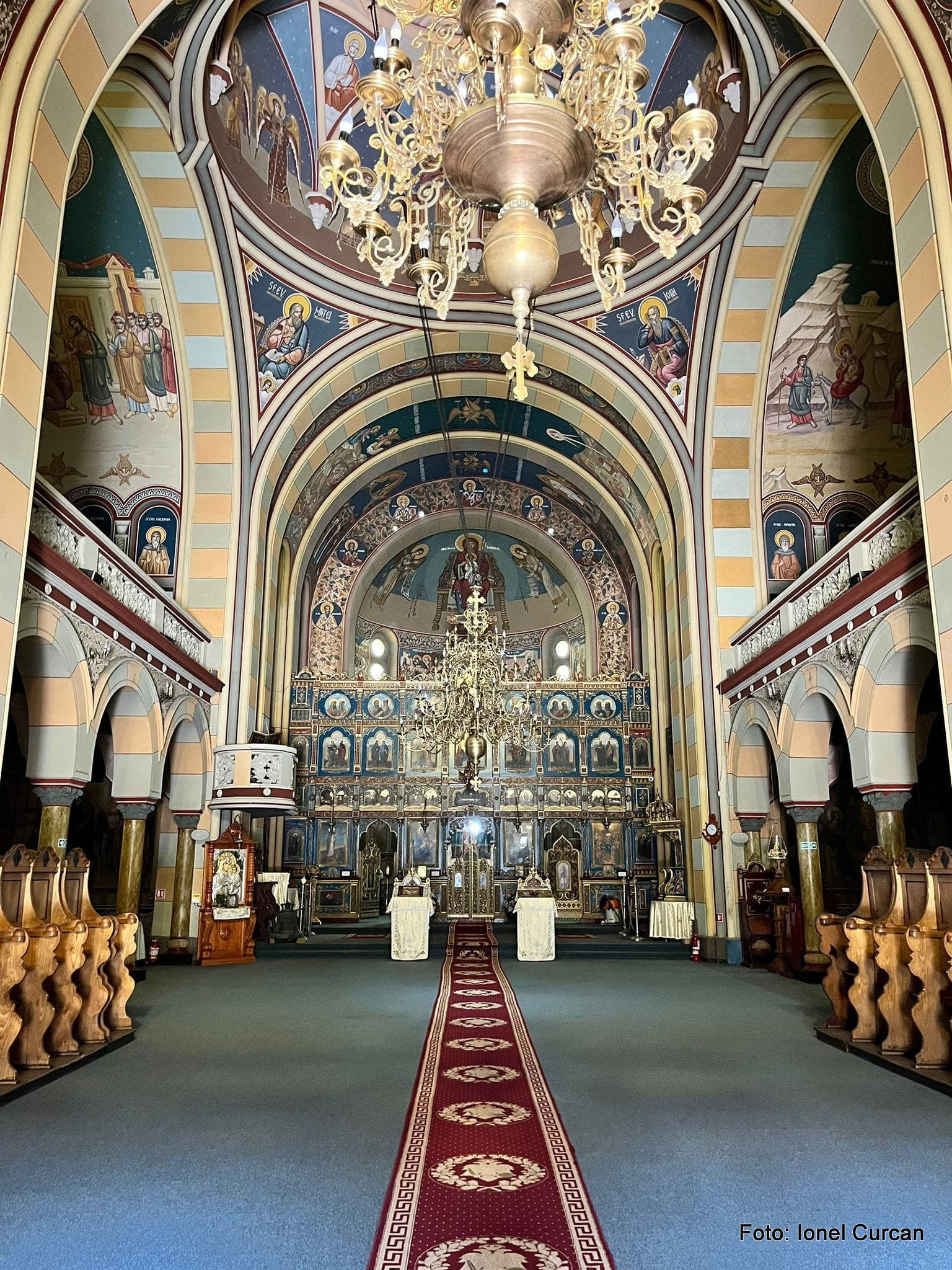
Interiorul

Biserica are un policandru de 420 kg, realizat prin contribuția preoților din raion de către meșterul argintar Gh. Damian din Târgu Neamț și unul mai mic realizat în Atelierele Patriarhiei și donat de către membrii Consiliului Parohial.
Biserica a fost pictată în frescă după proiectul prof. univ. Victor Brătulescu, lucrările fiind executate între anii 1959-1960 de către pictorii Iosif Keber (1897-1989), Gheorghe Teodorescu-Romanați (1891-1980), Ion Taflan (n. 1912), S. Hermineanu și A. Keber. Vopsitoria artistică este opera lui Marin Nițescu și a ierodiaconului Lavrentie Movileanu. Lucrarea prezintă valoare prin compozițiile ample, coloritul cald, umanizarea figurilor și ornamentația sobră.
La executarea lucrărilor de terminare a construcției și de pictare a acestui lăcaș s-au ostenit protopopul Ioan Breabăn și preoții Oreste Gherasim și Ilie Popescu.

## Legături externe

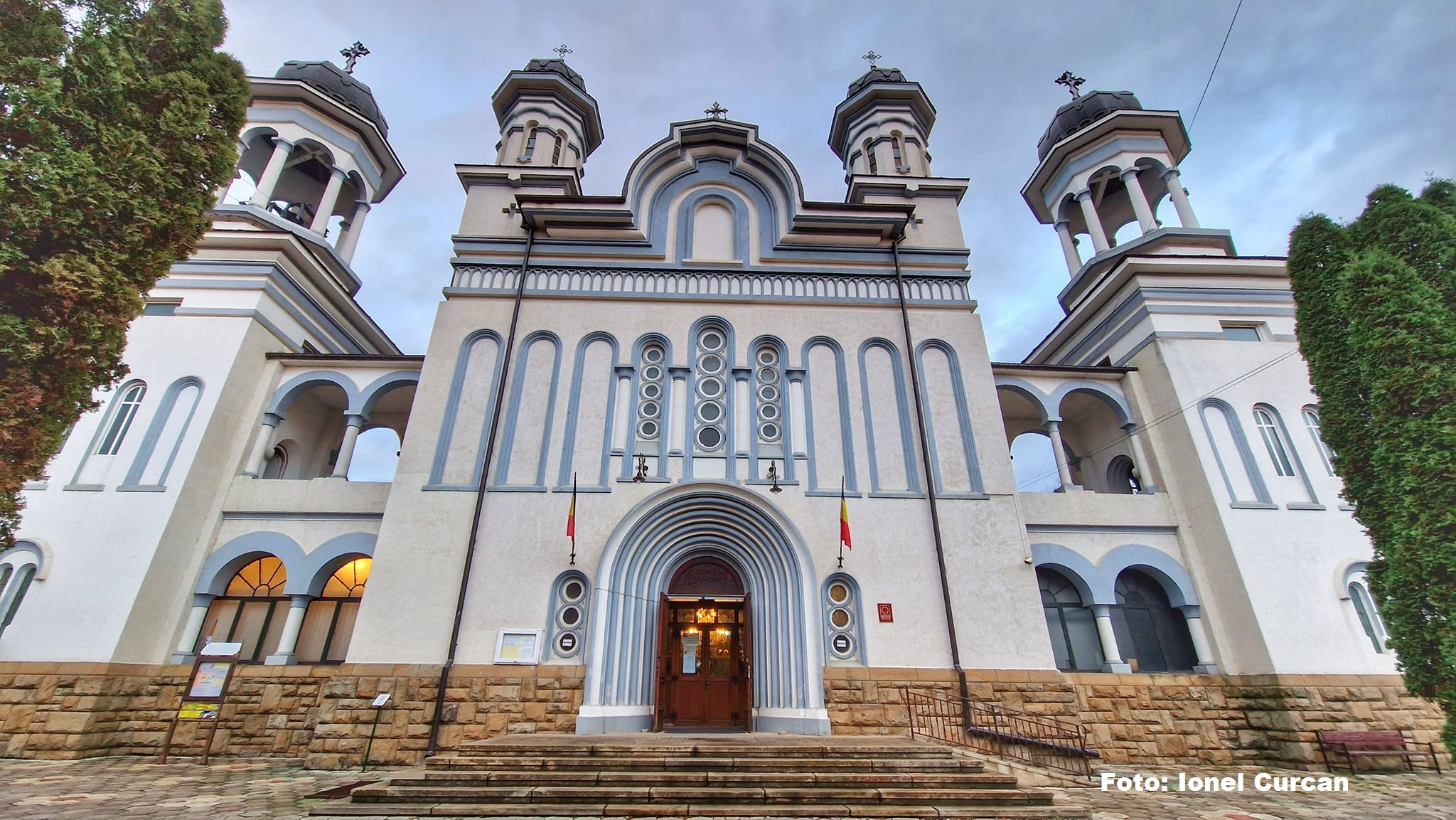
Intrarea